# Giuseppe Michielli
Giuseppe Michielli (né le 23 mai 1985 à Gemona del Friuli) est un coureur du combiné nordique italien.
En équipe nationale de 2000 à 2014, il a participé à trois éditions des Jeux olympiques d'hiver, en 2006, 2010 et 2014.

## Palmarès

### Jeux olympiques
| Épreuve / Édition | Épreuve / Édition | Turin 2006                       | Vancouver 2010                   | Sotchi 2014                      |
| Sprint            | Sprint            | 16e                              | Épreuve inexistante à cette date | Épreuve inexistante à cette date |
| Gundersen         | Gundersen         | 14e                              | Épreuve inexistante à cette date | Épreuve inexistante à cette date |
| Gundersen         | PT                | Épreuve inexistante à cette date | 33e                              | -                                |
| Gundersen         | GT                | Épreuve inexistante à cette date | 23e                              | 41e                              |
| Par équipes       | Par équipes       | -                                | 10e                              | -                                |

### Championnats du monde
| Épreuve / Édition            | Épreuve / Édition            | Oberstdorf 2005                  | Liberec 2009                     | Oslo 2011                        | Val di Fiemme 2013               |
| ---------------------------- | ---------------------------- | -------------------------------- | -------------------------------- | -------------------------------- | -------------------------------- |
| Sprint                       | Sprint                       | 30e                              | Épreuve inexistante à cette date | Épreuve inexistante à cette date | Épreuve inexistante à cette date |
| Départ en ligne (Mass Start) | Départ en ligne (Mass Start) | Épreuve inexistante à cette date | 38e                              | Épreuve inexistante à cette date | Épreuve inexistante à cette date |
| Gundersen                    | Gundersen                    | 36e                              | Épreuve inexistante à cette date | Épreuve inexistante à cette date | Épreuve inexistante à cette date |
| Gundersen                    | PT                           | Épreuve inexistante à cette date | 28e                              | 31e                              | 31e                              |
| Gundersen                    | GT                           | Épreuve inexistante à cette date | 44e                              | 36e                              | 31e                              |
| Par équipes                  | Par équipes                  |                                  | 7e                               | Épreuve inexistante à cette date | Épreuve inexistante à cette date |
| Sprint par équipes           | Sprint par équipes           | Épreuve inexistante à cette date | Épreuve inexistante à cette date | Épreuve inexistante à cette date |                                  |
| Par équipes                  | PT                           | Épreuve inexistante à cette date | Épreuve inexistante à cette date | 9e                               | 7e                               |
| Par équipes                  | GT                           | Épreuve inexistante à cette date | Épreuve inexistante à cette date | 7e                               | Épreuve inexistante à cette date |

### Coupe du monde
- Meilleur classement général : 38e en 2012.
- Meilleur résultat individuel : 10e en janvier 2010.

### Autres
Il détient trois titres de champion d'Italie, deux en 2007 et un en 2006.
Il compte aussi une victoire en Coupe du monde B à Eisenerz en 2008.